# Mighty Love
Mighty Love es el cuarto álbum de estudio del grupo vocal estadounidense The Spinners. Fue publicado en marzo de 1974 a través de Atlantic Records.

## Recepción de la crítica
Un escritor no especificado de la revista Cash Box escribió: “Armonías magníficamente mezcladas visten la fina selección de material con brillantes colores musicales, y la producción y los arreglos complementan hábilmente la personalidad de Spinner”. Un escritor no especificado de Billboard escribió: “Cada una de las ocho canciones alargadas es una historia en sí misma. Las discretas orquestaciones sientan las bases para la hermosa combinación de las voces masculinas del grupo con las del grupo femenino de respaldo”.

## Lista de canciones
Todas las canciones escritas y compuestas por Charles Simmons, Joseph B. Jefferson y Bruce Hawes, excepto donde esta anotado. 
| Lado uno |                                            |          |  |
| N.º      | Título                                     | Duración |  |
| 1.       | «Since I Been Gone»                        | 4:20     |  |
| 2.       | «Ain't No Price on Happiness»              | 4:05     |  |
| 3.       | «I'm Glad You Walked into My Life»         | 4:55     |  |
| 4.       | «I'm Coming Home» (Thom Bell, Linda Creed) | 4:11     |  |

| Lado dos |                                               |          |  |
| N.º      | Título                                        | Duración |  |
| 1.       | «He'll Never Love You Like I Do»              | 3:56     |  |
| 2.       | «Love Has Gone Away»                          | 3:35     |  |
| 3.       | «Love Don't Love Nobody» (Simmons, Jefferson) | 7:12     |  |
| 4.       | «Mighty Love»                                 | 4:58     |  |

## Créditos y personal
Créditos adaptados desde las notas de álbum de Mighty Love.
Músicos
- Philippé Wynne, Henry Fambrough, Billy Henderson, Pervis Jackson, Bobby Smith – voz principal y coros
- Barbara Ingram, Carla Benson, Yvette Benson – coros
- MFSB – instrumentación

Personal técnico
- Thom Bell – productor, arreglos, conductor
- Joe Tarsia, Don Murray – ingeniero de audio
- Stanislaw Zagorski – diseño de portada, ilustración
- Louise Williams – notas de álbum

## Posicionamiento

### Gráfica semanal
| Gráfica (1974)                            | Pico de posición |
| ----------------------------------------- | ---------------- |
| Canadá (RPM Top Albums)                   | 24               |
| Estados Unidos (Billboard Top LPs & Tape) | 16               |
| Estados Unidos (Billboard Soul LPs)       | 1                |

### Gráfica de fin de año
| Gráfica (1974)                            | Pico de posición |
| ----------------------------------------- | ---------------- |
| Estados Unidos (Billboard Top LPs & Tape) | 53               |
| Estados Unidos (Billboard Soul LPs)       | 12               |

## Certificaciones y ventas
| País                  | Certificación | Ventas    |
| --------------------- | ------------- | --------- |
| Estados Unidos (RIAA) | Oro           | 1 000 000 |